# Savinho
Sávio Moreira de Oliveira, dit Savinho, né le 10 avril 2004 à Belo Horizonte, est un footballeur international brésilien évoluant au poste d'attaquant à Manchester City.

## Biographie

### Carrière en club

#### Atlético Mineiro
Sávio obtient son premier contrat professionnel avec l'Atlético Mineiro le 18 juin 2020, signant pour trois ans avec une clause libératoire de 60 millions d'euros.
Il fait ses débuts professionnels pour l'Atlético le 19 septembre 2020, entrant en jeu lors de la victoire 4-3 à l'extérieur contre l'Atlético Goianiense en Série A. Il devient alors le plus jeune joueur de la saison — dépassant le récent record de Matheus Nascimento —, le plus jeune joueur à jamais jouer pour l'Atlético-MG, ainsi que le 4e plus jeune joueur de l'histoire du championnat brésilien.

#### ESTAC Troyes
Le 30 juin 2022, son club formateur annonce son transfert à l'ESTAC Troyes via le City Football Group pour un montant de 6,5 M€ et jusqu'à 6 M€ de bonus. 

#### Prêt au PSV Eindhoven
À peine arrivé, il est prêté immédiatement au PSV Eindhoven afin de poursuivre sa progression.

### Carrière en sélection
International brésilien avec les équipes de jeunes, Sávio est un titulaire régulier en sélection dès les moins de 15 ans.  Le 10 mai 2024, il figure dans la liste des joueurs retenus par Dorival Júnior pour participer à la Copa América 2024. 

## Statistiques
| Saison                | Club                  | Championnat           | Championnat | Championnat | Championnat | Coupe nationale | Coupe nationale | Coupe nationale | Coupe de la Ligue | Coupe de la Ligue | Coupe de la Ligue | Supercoupe | Supercoupe | Supercoupe | Compétition(s) continentale(s) | Compétition(s) continentale(s) | Compétition(s) continentale(s) | Compétition(s) continentale(s) | Ligue régionale | Ligue régionale | Ligue régionale | Coupe du monde des clubs | Coupe du monde des clubs | Coupe du monde des clubs | Total | Total | Total |
| Saison                | Club                  | Division              | M.          | B.          | P.d.        | M.              | B.              | P.d.            | M.                | B.                | P.d.              | M.         | B.         | P.d.       | Comp.                          | M.                             | B.                             | P.d.                           | M.              | B.              | P.d.            | M.                       | B.                       | P.d.                     | M.    | B.    | P.d.  |
| 2020                  | Atlético Mineiro      | Brasileirão           | 8           | 0           | 0           | -               | -               | -               | -                 | -                 | -                 | -          | -          | -          | CS                             | -                              | -                              | -                              | -               | -               | -               | -                        | -                        | -                        | 8     | 0     | 0     |
| 2021                  | Atlético Mineiro      | Brasileirão           | 4           | 0           | 0           | 2               | 0               | 0               | -                 | -                 | -                 | -          | -          | -          | CL                             | -                              | -                              | -                              | 7               | 0               | 0               | -                        | -                        | -                        | 13    | 0     | 0     |
| 2022                  | Atlético Mineiro      | Brasileirão           | 8           | 1           | 0           | 2               | 0               | 1               | -                 | -                 | -                 | -          | -          | -          | CL                             | 2                              | 1                              | 0                              | 2               | 0               | 0               | -                        | -                        | -                        | 14    | 2     | 1     |
| Sous-total            | Sous-total            | Sous-total            | 20          | 1           | 0           | 4               | 0               | 1               | -                 | -                 | -                 | -          | -          | -          | -                              | 2                              | 1                              | 0                              | 9               | 0               | 0               | -                        | -                        | -                        | 35    | 2     | 1     |
| 2022-2023             | PSV Eindhoven (prêt)  | Eredivisie            | 6           | 0           | 1           | -               | -               | -               | -                 | -                 | -                 | -          | -          | -          | C1+C3                          | 0+2                            | 0                              | 0                              | -               | -               | -               | -                        | -                        | -                        | 8     | 0     | 1     |
| 2023-2024             | Girona FC (prêt)      | LaLiga                | 37          | 9           | 10          | 4               | 1               | 0               | -                 | -                 | -                 | -          | -          | -          | -                              | -                              | -                              | -                              | -               | -               | -               | -                        | -                        | -                        | 41    | 10    | 10    |
| 2024-2025             | Manchester City       | Premier League        | 29          | 1           | 8           | 3               | 0               | 0               | 2                 | 0                 | 1                 | 1          | 0          | 0          | C1                             | 9                              | 1                              | 0                              | -               | -               | -               | 3                        | 1                        | 1                        | 47    | 3     | 10    |
| Total sur la carrière | Total sur la carrière | Total sur la carrière | 92          | 10          | 19          | 11              | 1               | 1               | 2                 | 0                 | 1                 | 1          | 0          | 0          | -                              | 11                             | 1                              | 0                              | 9               | 0               | 0               | 3                        | 1                        | 1                        | 129   | 13    | 22    |

### En sélection nationale
| Saison                | Sélection             | Phases finales        | Phases finales | Phases finales | Phases finales | Éliminatoires CDM | Éliminatoires CDM | Éliminatoires CDM | Matchs amicaux | Matchs amicaux | Matchs amicaux | Total | Total | Total |
| Saison                | Sélection             | Compétition           | M              | B              | Pd             | M                 | B                 | Pd                | M              | B              | Pd             | M     | B     | Pd    |
| --------------------- | --------------------- | --------------------- | -------------- | -------------- | -------------- | ----------------- | ----------------- | ----------------- | -------------- | -------------- | -------------- | ----- | ----- | ----- |
| 2023-2024             | Brésil                | Copa América 2024     | 4              | 1              | 0              | -                 | -                 | -                 | 3              | 0              | 1              | 7     | 1     | 1     |
| 2024-2025             | Brésil                | -                     | -              | -              | -              | 6                 | 0                 | 1                 | -              | -              | -              | 6     | 0     | 1     |
| Total sur la carrière | Total sur la carrière | Total sur la carrière | 4              | 1              | 0              | 6                 | 0                 | 1                 | 3              | 0              | 1              | 13    | 1     | 2     |

## Palmarès
| Atlético Mineiro - Campeonato Mineiro (1): - Champion en 2020 Manchester City - Community Shield (1): - Vainqueur en 2024 |